# Maashaven (métro de Rotterdam)
Maashaven  est une station de la section commune à la ligne D et la ligne E du métro de Rotterdam. Elle est située à proximité du Maashaven, bassin du port de Rotterdam, sur la rive gauche de la Nouvelle Meuse, à Rotterdam au Pays-Bas.
Mise en service en 1968, elle est depuis 2009, desservie par les lignes D et E du métro.

## Situation sur le réseau

Plan du métro.

Établie en aérien, la station Maashaven, est située sur la section commune à la ligne D et la ligne E du métro de Rotterdam. Entre la station, de la section (D+E) Rijnhaven, en direction du terminus nord de la ligne D Rotterdam-Centrale et en direction du terminus nord de la ligne E La Haye-Centrale ; et la station Zuidplein, en direction du terminus sud de la ligne E Slinge et du terminus sud de la ligne D De Akkers,,.
Elle dispose des deux voies de la ligne, encadrées par deux quais latéraux.

## Histoire
La station Maashaven est mise en service le 9 février 1968, lors de l'ouverture à l'exploitation de la première section de ligne du métro, de Rotterdam-Centrale à Zuidplein. Elle doit son nom à un bassin du port de Rotterdam situé à proximité.

La station en 1966 et 1967
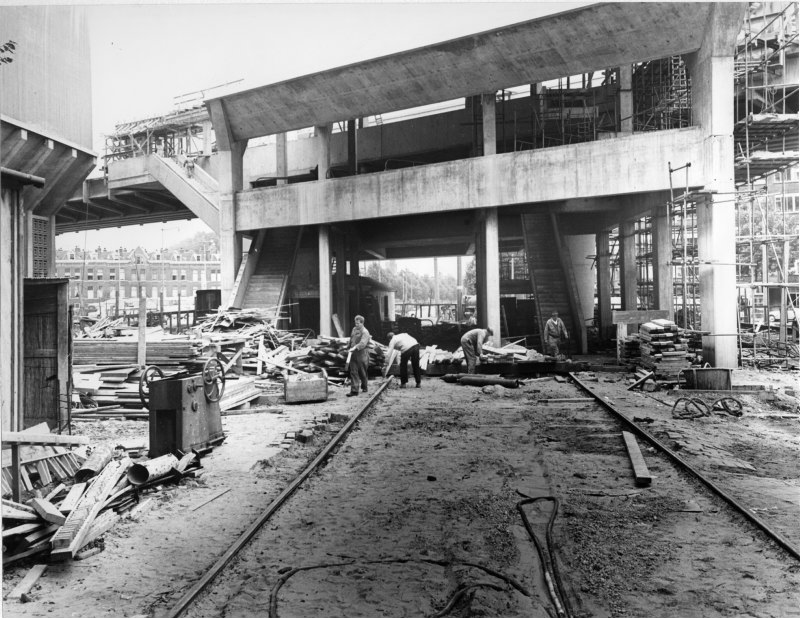
1966.
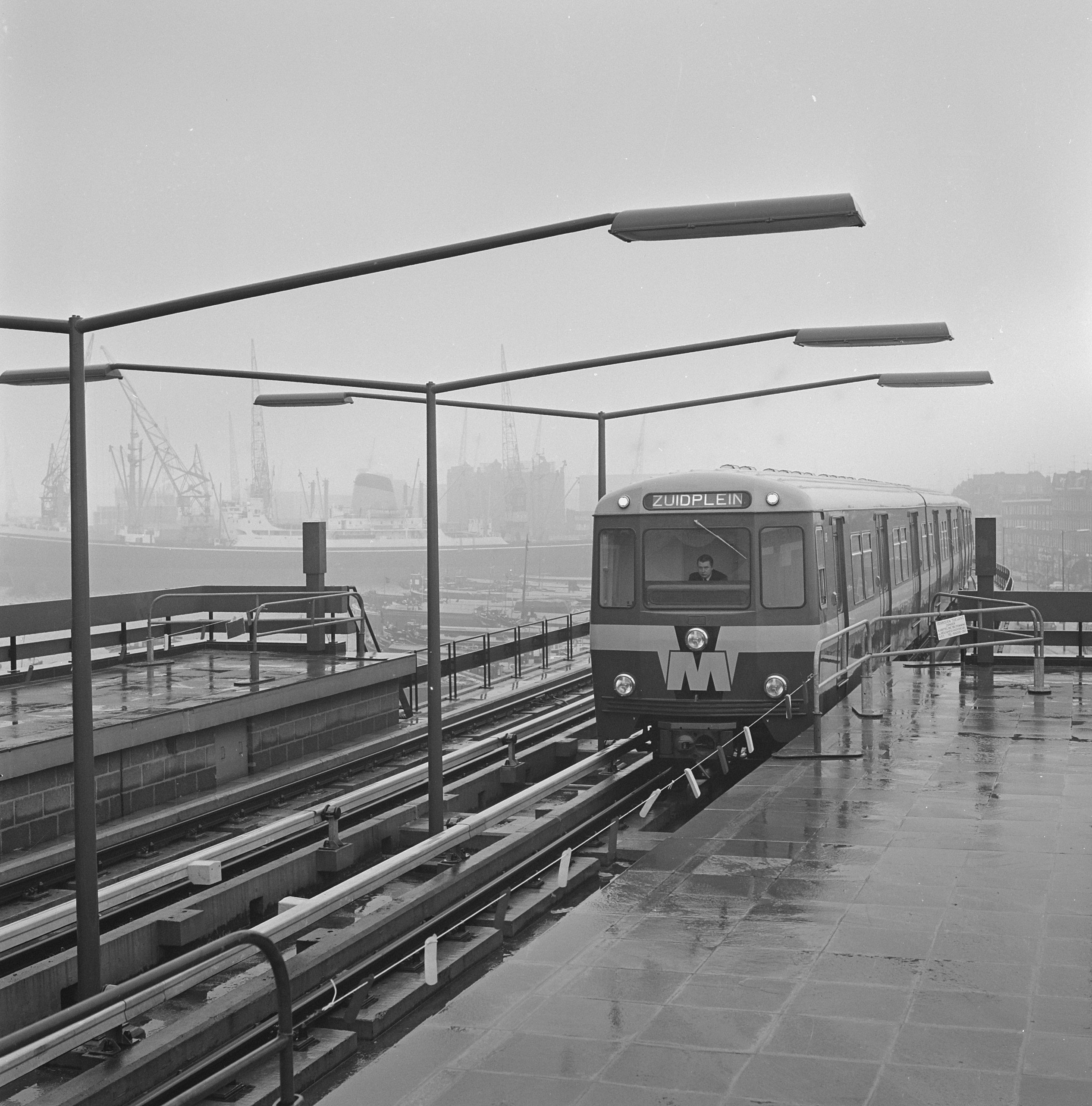
1967.

En décembre 2009, lors de la réorganisation et la nouvelle dénomination, des lignes du métro, elle devient une station de passage de la section commune à la ligne D et  la ligne E.

## Services aux voyageurs

### Accès et accueil
La station est accessible par des escaliers, des escaliers mécaniques. Elle dispose également d'un ascenseur pour l'accessibilité des personnes à la mobilité réduite. Elle dispose notamment d'automates pour l'achat ou la recharge de titres de transport.

### Desserte
Maashaven est desservie par les rames de la ligne D et de la ligne E

Installations et desserte
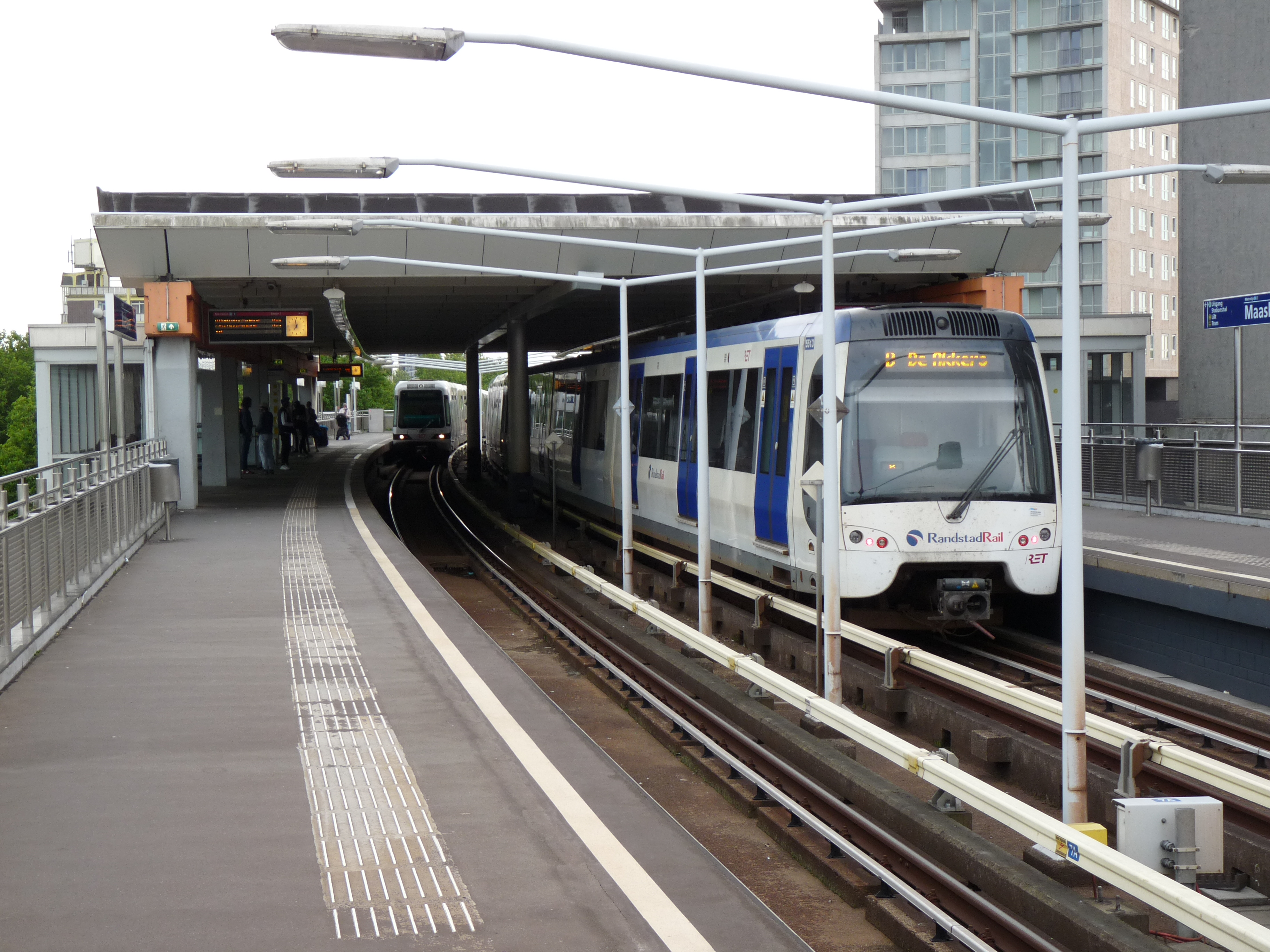
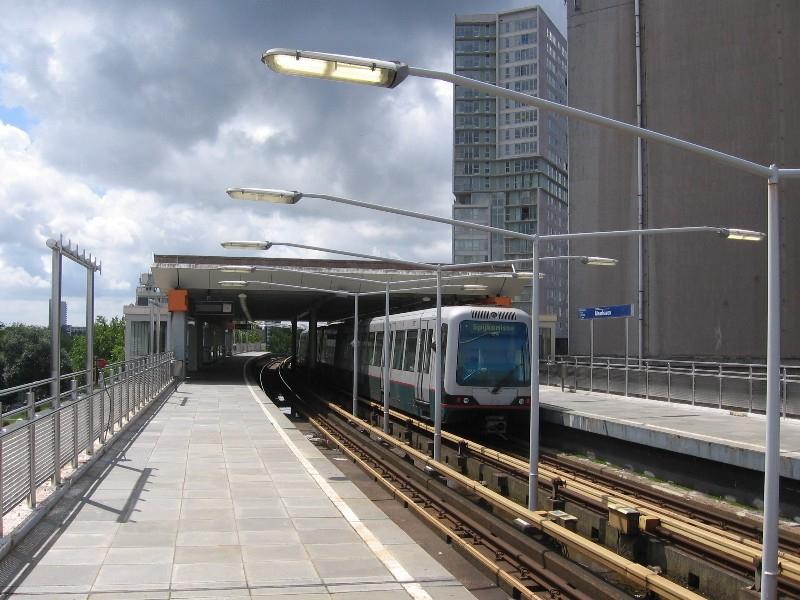
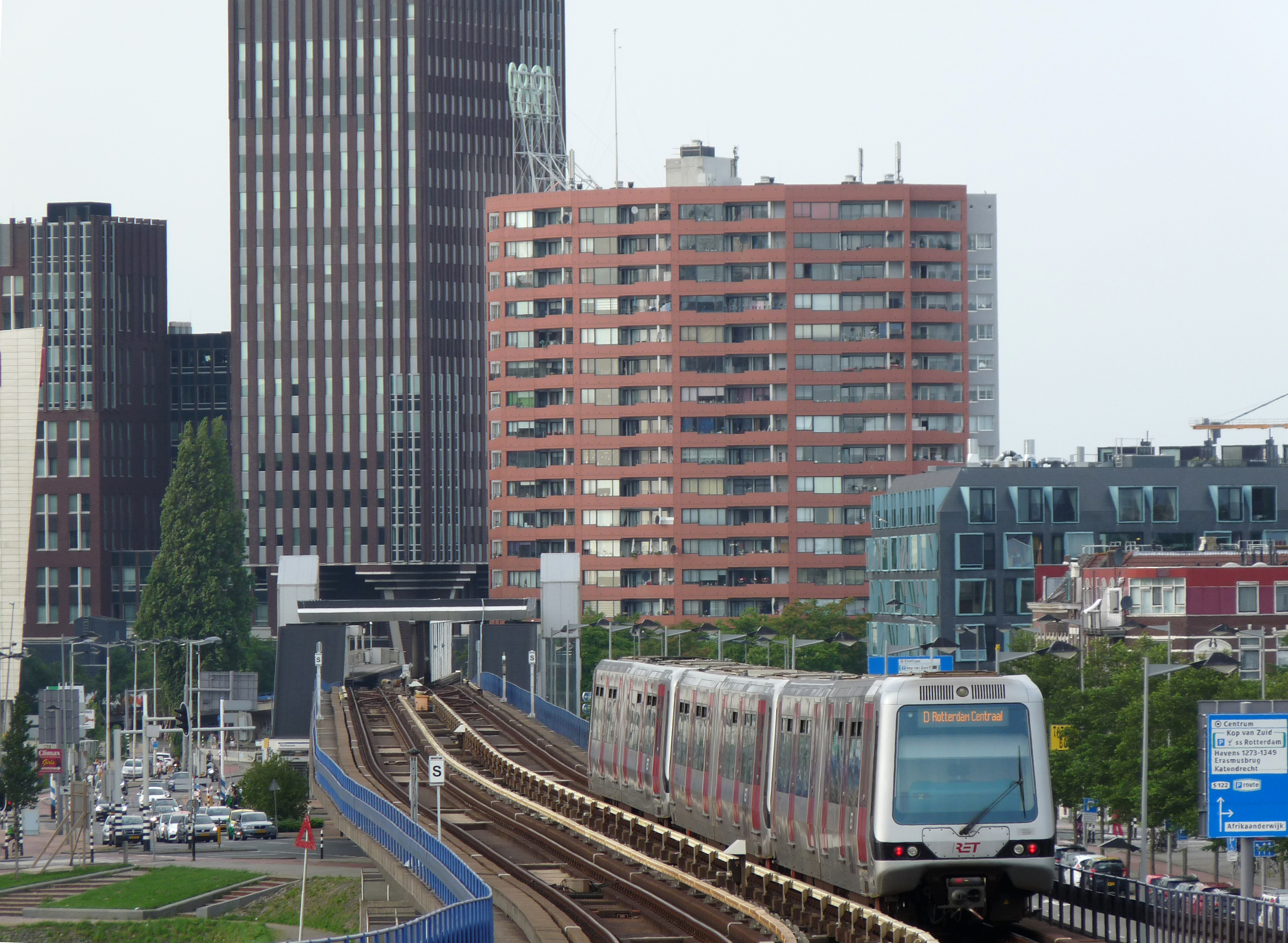

### Intermodalité
La station est desservie : par les lignes 2 et 25 du tramway de Rotterdam et par les bus de nuit BOB des lignes B7 et B11.

## À proximité
- Maashaven (bassin du port de Rotterdam)
- Nouvelle Meuse,